# Kansas City Spurs
Kansas City Spurs was een Amerikaanse voetbalclub uit Kansas City (Missouri). De club werd opgericht in 1967 als Chicago Spurs, verhuisde in 1968 naar Kansas City en werd opgeheven in 1970. De thuiswedstrijden werden gespeeld in het Kansas City Municipal Stadium gespeeld, dat plaats biedt aan 35.561 toeschouwers. Dit stadion is volledig overdekt. De clubkleuren waren rood-wit.

## Gewonnen prijzen
- NASL
  - Winnaar (1): 1969

## Bekende spelers
- Gerrit Borghuis
- Leonel Conde
- Pepe Fernandez
- Bertus Hoogerman
- Fons Stoffels